# Kokurakita-ku
Kokurakita-ku (小倉北区?) è uno dei sette quartieri amministrativi della città di Kitakyūshū, in Giappone.